# جون موراي فوربس
جون موراي فوربس (بالإنجليزية: John Murray Forbes)‏ هو تاجر أمريكي، ولد في 23 فبراير 1813 في بوردو في فرنسا، وتوفي في 12 أكتوبر 1898 في ميلتون في الولايات المتحدة.